# Bythaelurus dawsoni
Bythaelurus dawsoni е вид хрущялна риба от семейство Scyliorhinidae.

## Разпространение
Видът е разпространен в Нова Зеландия.